# Mike Maignan
Mike Maignan (Cayena, Guyana Francesa, 3 de julio de 1995) es un futbolista francés que juega de portero en el A. C. Milan de la Serie A.

## Trayectoria

### Inicios
Nació en Guayana Francesa, precisamente en la ciudad de Cayena. Es hijo de madre haitiana y padre francés.[cita requerida] En Francia participó con todos los equipos de las Categorías inferiores del París Saint-Germain antes de haber sido ascendido en 2013 al primer plantel. Participó en la Liga Juvenil de la UEFA 2013-14 donde su equipo llegó hasta las instancias de cuartos de final, siendo eliminados por el Real Madrid.

### París Saint-Germain
En julio de 2013 firmó su primer contrato profesional con el París Saint-Germain, el cual constaba de un periodo de tres años, finalizando en 2016. Estando ahí, consiguió tres títulos para su palmarés, la Supercopa de Francia de 2013, la Copa de la Liga de Francia 2013-14 y la Ligue 1 2013-14.

### Lille O. S. C.
En verano de 2015 fichó por el Lille O. S. C. Debutó el 23 de septiembre, tras la expulsión del guardameta titular, y paró un penalti, algo que también logró en la jornada siguiente en su segundo encuentro.

### A. C. Milan
El 27 de mayo de 2021 el A. C. Milan anunció su fichaje hasta junio de 2026, incorporándose al equipo una vez se abriera el mercado de fichajes el 1 de julio.

## Selección nacional
Fue con la selección de Francia en categorías sub-16, sub-17, sub-18, sub-19 y más reciente en la sub-20. Con la selección sub-17 disputó el Campeonato Europeo Sub-17 de la UEFA 2012 que se realizó en Eslovenia, siendo el capitán del equipo.
El 7 de octubre de 2020 debutó con la absoluta en un amistoso ante Ucrania.

### Participaciones en Eurocopas
| Copa          | Sede     | Resultado        | Partidos | Goles |
| ------------- | -------- | ---------------- | -------- | ----- |
| Eurocopa 2020 | Europa   | Octavos de final | 0        | 0     |
| Eurocopa 2024 | Alemania | Semifinales      | 6        | 0     |

## Estadísticas

### Clubes
Actualizado al último partido disputado el 6 de diciembre de 2024.
| Club                                   | Div.          | Temporada     | Liga  | Liga     | Copas nacionales | Copas nacionales | Copas internacionales | Copas internacionales | Total | Total    |
| Club                                   | Div.          | Temporada     | Part. | Goles(1) | Part.            | Goles(1)         | Part.                 | Goles(1)              | Part. | Goles(1) |
| -------------------------------------- | ------------- | ------------- | ----- | -------- | ---------------- | ---------------- | --------------------- | --------------------- | ----- | -------- |
| Paris Saint-Germain II Francia         | 4.ª           | 2012-13       | 2     | 3        | —                | —                | —                     | —                     | 2     | 3        |
| Paris Saint-Germain II Francia         | 4.ª           | 2013-14       | 19    | 19       | —                | —                | —                     | —                     | 19    | 19       |
| Paris Saint-Germain II Francia         | 4.ª           | 2014-15       | 21    | 26       | —                | —                | —                     | —                     | 21    | 26       |
| Paris Saint-Germain II Francia         | Total club    | Total club    | 42    | 48       | 0                | 0                | 0                     | 0                     | 42    | 48       |
| Lille O. S. C. II Francia              | 4.ª           | 2015-16       | 8     | 7        | —                | —                | —                     | —                     | 8     | 7        |
| Lille O. S. C. II Francia              | 5.ª           | 2016-17       | 2     | 1        | —                | —                | —                     | —                     | 2     | 1        |
| Lille O. S. C. II Francia              | Total club    | Total club    | 10    | 8        | 0                | 0                | 0                     | 0                     | 10    | 8        |
| Lille O. S. C. Francia                 | 1.ª           | 2015-16       | 4     | 3        | 1                | 1                | —                     | —                     | 5     | 4        |
| Lille O. S. C. Francia                 | 1.ª           | 2016-17       | 7     | 7        | 5                | 7                | —                     | —                     | 12    | 14       |
| Lille O. S. C. Francia                 | 1.ª           | 2017-18       | 34    | 53       | 2                | 4                | —                     | —                     | 36    | 57       |
| Lille O. S. C. Francia                 | 1.ª           | 2018-19       | 38    | 33       | 4                | 4                | —                     | —                     | 42    | 37       |
| Lille O. S. C. Francia                 | 1.ª           | 2019-20       | 28    | 27       | 3                | 4                | 6                     | 14                    | 37    | 45       |
| Lille O. S. C. Francia                 | 1.ª           | 2020-21       | 38    | 23       | 2                | 3                | 8                     | 12                    | 48    | 38       |
| Lille O. S. C. Francia                 | Total club    | Total club    | 149   | 146      | 17               | 23               | 14                    | 26                    | 180   | 195      |
| A. C. Milan · Italia                   | 1.ª           | 2021-22       | 32    | 21       | 4                | 4                | 3                     | 7                     | 39    | 32       |
| A. C. Milan · Italia                   | 1.ª           | 2022-23       | 22    | 21       | 0                | 0                | 7                     | 6                     | 29    | 27       |
| A. C. Milan · Italia                   | 1.ª           | 2023-24       | 29    | 34       | 1                | 2                | 12                    | 16                    | 42    | 52       |
| A. C. Milan · Italia                   | 1.ª           | 2024-25       | 14    | 16       | 0                | 0                | 5                     | 6                     | 19    | 22       |
| A. C. Milan · Italia                   | Total club    | Total club    | 97    | 92       | 5                | 6                | 27                    | 35                    | 129   | 135      |
| Total carrera                          | Total carrera | Total carrera | 298   | 294      | 22               | 29               | 41                    | 62                    | 361   | 385      |
| (1) Hace referencia a goles encajados. |               |               |       |          |                  |                  |                       |                       |       |          |

## Palmarés

### Títulos nacionales
| Título               | Club                      | País    | Año     |
| -------------------- | ------------------------- | ------- | ------- |
| Supercopa de Francia | París Saint-Germain F. C. | Francia | 2013    |
| Copa de la Liga      | París Saint-Germain F. C. | Francia | 2013-14 |
| Ligue 1              | París Saint-Germain F. C. | Francia | 2013-14 |
| Ligue 1              | París Saint-Germain F. C. | Francia | 2014-15 |
| Ligue 1              | Lille O. S. C.            | Francia | 2020-21 |
| Serie A              | A. C. Milan               | Italia  | 2021-22 |
| Supercopa de Italia  | A. C. Milan               | Italia  | 2024    |

### Títulos internacionales
| Título                      | Club (*) | Sede   | Año  |
| --------------------------- | -------- | ------ | ---- |
| Liga de Naciones de la UEFA | Francia  | Italia | 2021 |

(*) Incluyendo la selección.

### Distinciones individuales
| Distinción                                                      | Año  |
| --------------------------------------------------------------- | ---- |
| Equipo del año en la Ligue 1                                    | 2019 |
| Mejor portero de la Ligue 1                                     | 2019 |
| Portero del Año en la Serie A                                   | 2022 |
| Parte de los 100 mejores jugadores del mundo según The Guardian | 2022 |
| Portero del Año en la Serie A                                   | 2023 |